# Shirley Stoler
Shirley Stoler (Brooklyn, 20 marzo 1929 – New York, 17 febbraio 1999) è stata un'attrice statunitense.

## Biografia
Figlia di immigrati polacchi, iniziò la sua carriera cinematografica alla fine degli anni sessanta ed è principalmente nota per aver recitato nel film Il cacciatore (1978) di Michael Cimino e in Pasqualino Settebellezze  (1975) di Lina Wertmüller. Durante la sua carriera l'attrice ebbe problemi di peso, arrivando a pesare fino a 250 chili. Ricoverata al St. Vincent's Hospital di New York per una malattia che combatteva da tempo, morì nel 1999, a 69 anni.

## Filmografia parziale

### Cinema
- I killers della luna di miele (The Honeymoon Killers), regia di Leonard Kastle (1970)
- Una squillo per l'ispettore Klute (Klute), regia di Alan J. Pakula (1971)
- Pasqualino Settebellezze, regia di Lina Wertmüller (1975)
- L'adolescente (Une Vraie jeune fille), regia di Catherine Breillat (1976)
- Il cacciatore (The Deer Hunter), regia di Michael Cimino (1978)
- Cuori di seconda mano (Second-Hand Hearts), regia di Hal Ashby (1981)
- Cercasi Susan disperatamente (Desperately Seeking Susan), regia di Susan Seidelman (1985)
- Miami Blues, regia di George Armitage (1990)
- Frankenhooker, regia di Frank Henenlotter (1990)
- Malcolm X, regia di Spike Lee (1992)

### Televisione
- Charlie's Angels – serie TV, episodio 4x07 (1979)
- Skag – serie TV, 5 episodi (1980)
- Pee-wee's Playhouse – serie TV, 7 episodi (1986-1987)
- Law & Order - I due volti della giustizia (Law & Order) – serie TV, episodio 2x06 (1991)